# Andrés Torres
Andrés Vungo Feliciano Torres (né le 26 janvier 1978 à Aguadilla, Porto Rico) est un joueur de champ extérieur qui évolue dans les Ligues majeures de baseball de 2002 à 2013. Il fait partie de l'équipe des Giants de San Francisco championne de la Série mondiale 2010.

## Carrière

### Tigers de Détroit
Andrés Torres est drafté par les Tigers de Détroit en 4e ronde en 1998. Il joue son premier match dans les majeures le 7 avril 2002 et dispute 81 parties sur 3 saisons avec Detroit.

### Giants de San Francisco
Après un bref passage chez les Rangers du Texas, avec qui il joue 8 parties en 2005, il poursuit sa carrière en ligue mineure avant de rejoindre les Giants de San Francisco. Avec ces derniers, il est utilisé dans 75 parties au cours de la saison 2009, un sommet pour lui jusque-là dans sa carrière en Ligue majeure. Voltigeur réserviste, ce frappeur ambidextre présente une moyenne au bâton de,270 à sa première année chez les Giants, avec 6 coups de circuit et 23 points produits.
En 2010, Torres obtient pour la première fois de sa carrière la chance de joueur sur une base régulière. Il prend souvent la place de Aaron Rowand au champ extérieur et dispute un total de 139 parties. Il maintient une moyenne au bâton de,268 avec 16 circuits et 63 points produits. Ses deux dernières statistiques, ainsi que ses 136 coups sûrs, sont ses meilleures en carrière pour une saison unique. Il réussit de plus un sommet personnel de 26 buts volés. Il remporte la Série mondiale 2010 avec les Giants.
En 2011, il ne frappe que pour ,221 avec 4 circuits et 19 points produits en 112 matchs pour San Francisco. Il vole aussi 19 buts.

### Mets de New York
Après une décevante saison 2011, il est échangé le 6 décembre 2011 aux Mets de New York en compagnie du lanceur Ramon Ramirez. Les Giants obtiennent en retour le voltigeur Ángel Pagán. En 2012 pour les Mets, Torres frappe pour ,230 en 132 parties jouées, réussit trois circuits et produit 35 points.

### Retour chez les Giants
Le 13 décembre 2012, Torres est de retour chez les Giants de San Francisco sur un contrat d'un an. Il joue sa dernière saison en 2013, alors qu'il frappe pour ,250 en 103 matchs.

## Vie personnelle
Andrés Torres reçoit en 2002 un diagnostic de trouble du déficit de l'attention et attribue la relance d'une carrière qui semblait dans un cul-de-sac à sa décision en 2007 de finalement accepter d'être traité pour cette condition avec la médication appropriée.